# Sonoko Kato
Sonoko Kato (en japonés: (加藤 園子, Katō Sonoko) (Kasugai, 11 de junio de 1976) es una luchadora profesional japonesa. Debutó en abril de 1995, trabajando para Gaea Japan, donde se convirtió en una de las mitades de la primera AAAW Junior Heavyweight Tag Team Champions. Tras convertirse en ganadora en dos ocasiones del Torneo High Spurt 600, la carrera de Kato se detuvo a causa de múltiples lesiones.
Después de estar apartada durante cinco años, Kato regresó a los cuadriláteros en octubre de 2006, tras la disolución de Gaea Japan, y encontró un nuevo hogar en la promoción Oz Academy, donde fue dos veces campeona de peso abierto de Oz Academy y cuatro veces campeona de Tag Team de Oz Academy. Kato también ha luchado en Estados Unidos para World Championship Wrestling (WCW) y en México para Lucha Libre AAA Worldwide (AAA). 

## Carrera profesional

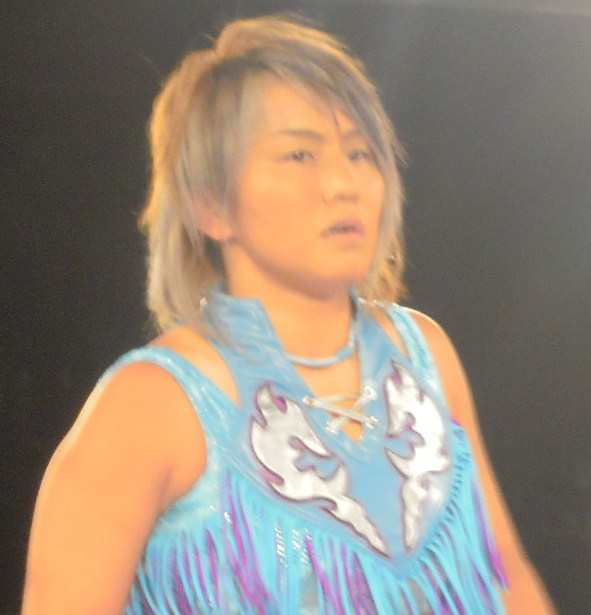
La luchadora japonesa Sonoko Kato

### Gaea Japan (1994–2005)
Kato tuvo un excesivo historial deportivo en su infancia, practicando atletismo y voleibol en la escuela primaria, balonmano en la secundaria y jabalina en el instituto, antes de decidirse a seguir su sueño de la infancia y, a pesar de las objeciones de su padre, participar en una audición de lucha libre profesional organizada por Chigusa Nagayo. Tras superar la prueba, Kato comenzó a entrenar con Nagayo en octubre de 1994 y debutó el 15 de abril de 1995, enfrentándose a la también debutante Meiko Satomura en el primer evento celebrado por la promoción Gaea Japan de Nagayo.
Justo antes del combate de debut, el padre de Kato, al que Nagayo había conseguido convencer para que apoyara el sueño de su hija de convertirse en luchadora profesional, falleció en un accidente de tráfico. El 2 de noviembre de 1996, Kato y Satomura se convirtieron en los campeones inaugurales del AAAW Junior Heavyweight Tag Team. A través de la relación de trabajo de Gaea Japan con la World Championship Wrestling (WCW), Kato debutó en Estados Unidos el 29 de noviembre de 1996, en Wheeling (Virginia Occidental), perdiendo ante Kaoru en un combate del torneo femenino de la WCW.
En abril de 1997, Kato regresó a la WCW para participar en un torneo que determinaría la campeona inaugural del peso crucero femenino de la WCW, y perdió ante Malia Hosaka en su combate de semifinales. El 27 de diciembre de 1997, Kato ganó el torneo High Spurt 600, derrotando a Chikayo Nagashima en la final. Después de un reinado de dieciséis meses, Kato y Satomura perdieron el campeonato por equipos de peso pesado júnior de la AAAW ante Chikayo Nagashima y Sugar Sato el 29 de marzo de 1998. 
Después de ganar el Torneo High Spurt 600 por segunda vez en 1999, Kato empezó a sufrir varias lesiones que la dejaron fuera de juego desde finales de 1999 hasta julio de 2000 y de nuevo desde febrero de 2001 hasta 2006. Durante ese tiempo, Kato siguió haciendo apariciones no relacionadas con la lucha libre para Gaea Japan, incluso fue atacada y le cortaron el pelo los villanos del stable D-Fix a finales de 2002. Cuando Gaea Japan dejó de funcionar en 2005, Kato no sabía si volvería a luchar.

### Oz Academy (2006–presente)
El 1 de octubre de 2006, Kato regresó a los cuadriláteros en un evento independiente producido por Chigusa Nagayo y comenzó a trabajar con regularidad para la promoción Oz Academy, en la que participaban muchos otros exluchadores de Gaea Japan. El 25 de mayo de 2008, Kato debutó en México con la Lucha Libre AAA Worldwide (AAA), participando en un torneo Reina de Reinas a cinco bandas, en el que fue eliminada por Martha Villalobos.
En julio de 2008, Kato y Chikayo Nagashima llegaron a la final de un torneo para determinar el primer campeón Tag Team de Oz Academy, pero perdieron ante Carlos Amano y Dynamite Kansai. El 22 de febrero de 2009, Kato y Nagashima acabaron ganando el título a Aja Kong e Hiroyo Matsumoto. Durante los siguientes dieciocho meses, Kato y Nagashima ganaron el título dos veces más, convirtiéndose en tricampeones. Kato ganó el título por cuarta vez el 15 de enero de 2012, esta vez formando equipo con Aja Kong.
Tras un reinado de siete meses, perdieron el título ante Akino y Ayumi Kurihara. El 12 de enero de 2014, Kato recibió una oportunidad por el Campeonato de Peso Abierto de Oz Academy, pero fue derrotada por la campeona defensora, Akino. El siguiente mes de junio, Kato se sometió a una operación de hombro, que la dejaría fuera de juego durante un tiempo estimado de seis meses. Regresó al ring el 11 de enero de 2015. El 8 de febrero, Kato formó un nuevo stable con Akino, Kagetsu y Kaho Kobayashi, que el 15 de abril recibió el nombre de "Mission K4" (MK4).
El 23 de agosto, Kato ganó el primer título individual de sus veinte años de carrera, al derrotar a Hiroyo Matsumoto en un combate de "Last Woman Standing" (última mujer en pie) para ganar el Campeonato vacante de peso abierto de Oz Academy. El 10 de octubre, Kato regresó a los Estados Unidos, cuando hizo su debut para Shimmer Women Athletes, participando en su fin de semana del décimo aniversario de dos días.
Después de cuatro defensas exitosas del título, Kato fue despojada del Campeonato de Peso Abierto de Oz Academy el 24 de abril de 2016, cuando su defensa contra Hiroyo Matsumoto terminó en un "no contest". El 18 de julio, Kato derrotó a Mayumi Ozaki para recuperar el Campeonato de Peso Abierto vacante de Oz Academy. El 13 de noviembre, en el evento del vigésimo aniversario de Oz Academy, Kato perdió el Campeonato de Peso Abierto de la Oz Academy ante Hiroyo Matsumoto en su segunda defensa.

## Campeonatos y logros
- Gaea Japan
  - AAAW Junior Heavyweight Tag Team Championship (1 vez) – con Meiko Satomura[1]
  - High Spurt 600 Tournament (1997, 1999)[5][6]
- Oz Academy
  - Oz Academy Openweight Championship (3 veces)
  - Oz Academy Tag Team Championship (5 veces) – con Aja Kong (1),[13] Akino (1)[22] y Chikayo Nagashima (3)[10][11][12]